# Phaloria
Phaloria is een geslacht van rechtvleugeligen uit de familie krekels (Gryllidae). De wetenschappelijke naam van dit geslacht is voor het eerst geldig gepubliceerd in 1877 door Stål.

## Soorten
Het geslacht Phaloria omvat de volgende soorten:
- Phaloria eugeris Otte & Cowper, 2007
- Phaloria galoa Otte & Cowper, 2007
- Phaloria hobbyi Chopard, 1940
- Phaloria jerelynae Gorochov & Tan, 2012
- Phaloria testacea Chopard, 1925
- Phaloria aleximia Gorochov, 2005
- Phaloria aperta Gorochov, 1999
- Phaloria aphana Gorochov, 1999
- Phaloria aspersa Gorochov, 1996
- Phaloria beybienkoi Gorochov, 2005
- Phaloria browni Gorochov, 1999
- Phaloria chopardi Willemse, 1951
- Phaloria curta Gorochov, 1996
- Phaloria eximia Gorochov, 1996
- Phaloria gilva Gorochov, 1996
- Phaloria halmahera Gorochov, 2011
- Phaloria harzi Gorochov, 1999
- Phaloria inventa Gorochov, 1999
- Phaloria lindu Gorochov, 2011
- Phaloria manokwari Gorochov, 2005
- Phaloria offensa Gorochov, 1999
- Phaloria ostensa Gorochov, 1999
- Phaloria pacifica Walker, 1871
- Phaloria pararava Gorochov, 1999
- Phaloria parasimilis Gorochov, 1999
- Phaloria pareximia Gorochov, 1999
- Phaloria parva Gorochov, 1996
- Phaloria pulchra Gorochov, 1996
- Phaloria rava Gorochov, 1996
- Phaloria rennell Gorochov, 1999
- Phaloria similis Chopard, 1968
- Phaloria solita Gorochov, 1996
- Phaloria solomonica Gorochov, 1996
- Phaloria supiori Gorochov, 2005
- Phaloria ternate Gorochov, 2011
- Phaloria verecunda Gorochov, 2005
- Phaloria vulgata Gorochov, 1996
- Phaloria africana Saussure, 1878
- Phaloria amplipennis Stål, 1877
- Phaloria anapina Otte & Alexander, 1983
- Phaloria chopardi Willemse, 1925
- Phaloria faponensis Desutter-Grandcolas, 2009
- Phaloria gracilis Chopard, 1969
- Phaloria heterotrypoides Gorochov, 1999
- Phaloria ikonnikovi Gorochov, 1996
- Phaloria insularis Bolívar, 1912
- Phaloria karnyello Karny, 1915
- Phaloria kotoshoensis Shiraki, 1930
- Phaloria longipes Saussure, 1878
- Phaloria mimula Krauss, 1902
- Phaloria modulator Saussure, 1878
- Phaloria nigricollis Desutter-Grandcolas, 2009
- Phaloria pentecotensis Desutter-Grandcolas, 2009
- Phaloria quasispuria Gorochov, 1999
- Phaloria simillima Saussure, 1878
- Phaloria succinea Bolívar, 1910
- Phaloria tripartita Saussure, 1878
- Phaloria unicolor Bhowmik, 1970
- Phaloria walterlinii Desutter-Grandcolas, 2009
- Phaloria doloduo Gorochov, 2011
- Phaloria dahli Gorochov, 1996
- Phaloria popovi Gorochov, 1999